# Bastian Kaltenboeck
Bastian Kaltenboeck (né le 23 juillet 1983 à Hallein) est un sauteur à ski autrichien.

## Palmarès

### Coupe du monde
- Meilleur classement final: 68e en 2008.
- Meilleur résultat: 19e.

### Coupe Continentale
- Meilleur classement final: 2e en 2008.
- 9 victoires.

Il a également remporté la coupe continentale d'été de saut à ski 2007 (pl)